# Jan Bułhak
Jan Brunon Bułhak, né le 6 octobre 1876 à Ostaszyn (pl), près de Navahroudak, alors dans l’Empire russe, aujourd'hui en Biélorussie et mort le 4 février 1950 à Giżycko, est un pionnier de la photographie polonaise.

## Biographie
Jan Bułhak commence la photographie en 1905. Il ouvre un atelier à Vilnius, puis passe deux ans à Dresde pour parfaire ses connaissances photographiques auprès de Hugo Erfurth. Il est ensuite de nouveau actif à Vilnius, ville qui est son principal sujet artistique. Il donne des cours de photographie à l'université de cette ville, où il réside jusqu'en 1945. Il s'installe ensuite à Varsovie. Il appartient au courant pictorialiste.

## Source
- (en) Cet article est partiellement ou en totalité issu de l’article de Wikipédia en anglais intitulé « Jan Bułhak » (voir la liste des auteurs).